# آلن فاکس
 آلن فاکس (انگلیسی: Allen Fox؛ زاده ۲۵ ژوئن ۱۹۳۹) یک تنیس‌باز اهل ایالات متحده آمریکا است.